# Plagiomima abdominalis
Plagiomima abdominalis là một loài ruồi trong họ Tachinidae.